# Амоніфікація
Амоніфіка́ція (від амоній і лат. facio — роблю) — процес розкладу органічних азотистих речовин з виділенням аміаку.
А. має велике значення для с. г., оскільки 99 % азотистих речовин у ґрунті міститься у вигляді недоступних для рослин органічних сполук.
Процес А. відбувається під впливом різних мікроорганізмів. У розкладі білків беруть участь гнильні бактерії, актиноміцети і плісеневі гриби, сечовина мінералізується уробактеріями. Виділення аміаку у процесі А. засвоюється мікроорганізмами і рослинами, деяка частина його може вивітрюватись. Для уловлювання аміаку до гною і гнойових компостів додають торф, гіпс, відходи марганцеворудної промисловості (шлами) тощо.